# Тито Ортиз
Джейкъб Кристофър (Тито) Ортиз (на английски: Jacob Christopher „Tito“ Ortiz) е американски професионален боец, практикуващ в стил ММА, понастоящем от промоцията на Combate Americas.

## В спорта
Ортиз е известен най-вече със своите постижения с Ultimate Fighting Championship (UFC), където е бил световен шампион в лека тежка категория, притежавал титлата от 14 април 2000 до 26 септември 2003 г., както и в Bellator MMA. Наред с други легендарни бойци като Ранди Кутюр, Кен Шамрок, Чък Лидел и др., той е сред ранните звезди на UFC.
Тито Ортиз стартира своята ММА кариера през 1997 г., побеждавайки Уес Олбрайтън на турнира UFC 13. През 2000 г. печели титлата на UFC в полутежка категория, постигайки успех над друга бъдеща легенда в спорта – Вандерлей Силва. Впоследствие Ортиз защитава шампионския пояс в 5 поредни двубоя, преди да го загуби срещу Ранди Кутюр в турнира UFC 44.

## Личен живот
В личния си живот добива широка популярност с връзката си с порнозвездата Джена Джеймисън, от която има 2 деца – близнаци. Ортиз и Джеймсън се разделят през 2013 г., като ММА боецът получава пълно попечителство над техните 2 момчета.